# Alexander Wussow
Alexander Wussow (ur. 6 października 1964 w Wiedniu) – austriacki aktor filmowy i telewizyjny.

## Życiorys

### Wczesne lata
Urodził się w Wiedniu jako syn austriackiej pary aktorskiej Klausjürgena Wussow (1929-2007) i Idy Krottendorf (1927-1998). Dorastał z siostrą Barbarą. Studiował w szkole teatralnej Schauspielschule Krauss w Wiedniu, jednocześnie uczył się tańca i pobierał lekcje śpiewu. Następnie grał na scenie Theater in der Josefstadt w Wiedniu, a później w Berliner Renaissancetheater (Teatrze Renesansowym) w Berlinie.

### Kariera
Debiutował na ekranie w dramacie Spadkobiercy (Die Erben, 1983). Potem wystąpił w serialu ZDF Klinika w Schwarzwaldzie (1985) i Dziedzictwo Guldenburgów (1987-90) jako Tobias Kröger. Nagrał kilka wersji książek audio utworów Nicholasa Sparksa i Silke Ramelow. W 2008 na festiwalu w Bad Segeberg grał w spektaklu Old Firehand Karla Maya.
Został malarzem amatorem i w 1995 otworzył własne studio w swoim rodzinnym mieście. Brał udział w wystawach. 29 maja 2016 w Hinterzarten odbył się wernisaż jego wystawy Życie jest podróżą (Life is a Journey), ekspozycja następnie prezentowana była w Hamburgu i Schwarzwaldzie.
Jak jego siostra Barbara Również Alexander Wussow zatrudniony jako ambasador niemiecki Childhood Cancer zaradczych - Fundacja dla przewlekle chorego dziecka w Villingen-Schwenningen. Fundacja została założona w 1990 roku, między innymi, którego ojciec klausjürgen wussow i adwokatów dla rodzin z ciężko chorych dzieci

## Wybrana filmografia
- 1985: Klinika w Schwarzwaldzie (Die Schwarzwaldklinik) jako Bertram Schäfer
- 1989: Ein Heim für Tiere jako Richard 'Richie' Möller
- 1987-90: Dziedzictwo Guldenburgów (Das Erbe der Guldenburgs) jako Tobias Kröger
- 1993: Mallorca - Liebe inbegriffen (TV) jako Jörg Leblanc
- 1993: Almenrausch und Pulverschnee jako Max
- 1996: Szwejk z Wiednia 2 (Der Bockerer 2) jako Gustl Bühringer
- 1997: Forsthaus Falkenau jako Raphael Sattler
- 1997: Park Hotel Stern jako Mark Bohm
- 2000: Szwejk z Wiednia 3 (Der Bockerer III - Die Brücke von Andau) jako Gustl Bühringer
- 2000: Szwejk z Wiednia 4 (Der Bockerer IV - Prager Frühling) jako Gustl Bühringer
- 2005: Die Schwarzwaldklinik - Die nächste Generation (TV) jako dr Benjamin Brinkmann
- 2005: Die Schwarzwaldklinik - Neue Zeiten (TV) jako dr Benjamin Brinkmann
- 2012: Heimkehr mit Hindernissen (TV) jako Thomas Leitner
- 2012: Hotel marzeń: Brazylia (Das Traumhotel – Brasilien, TV) jako Götz Wagner